# 五大洋集団自殺事件
五大洋集団自殺事件（オデヤンしゅうだんじさつじけん）とは、1987年8月29日に大韓民国・京畿道龍仁郡（現龍仁市処仁区）の、五大洋（オデヤン）株式会社の工芸品工場で発生した集団自殺事件である。

## 事件の概要
事件の舞台となった「オデヤン」は、名目上は工芸品を製造する株式会社であるが、実際は経営者の朴順子が主宰する新興宗教で、順子は教祖社長であった。
1987年8月29日、朴順子と息子ら家族や、会社の従業員32人が、工場の食堂天井裏で手が結ばれ首にひもが巻かれたまま死体として発見された。
事件発生前に社債70億ウォン（約14億円） の返済を巡って債権者（一部は信者）とトラブルを起こしており、韓国の警察は、教祖が社債返済を苦にして信者の従業員を道連れにしたと判断し、カルト教団特有の集団自殺事件であると結論付けた。
しかし、死因は服毒や絞殺であり、集団自殺にしては多くの疑問点が残る事件であった。